# Чермошнянский сельсовет (Солнцевский район)
Чермошнянский сельсове́т — административно-территориальная единица (сельсовет) в Солнцевском районе Курской области.
Административный центр — село Чермошное.

## История
С ноября 1939 г. Чермошнянский сельсовет стал именоваться сельский Совет депутатов трудящихся.
В Великую Отечественную войну Солнцевский район был оккупирован с 27 ноября 1941 г. по 15 февраля 1943 г.
После освобождения района Чермошнянский сельский Совет возобновил свою деятельность в феврале 1943 г.
Законом Курской области от 15 августа 1996 года № 6-ЗКО на территории Чермошнянского сельсовета было образовано муниципальное образование Чермошнянский сельсовет.
Законом Курской области от 21 октября 2004 года № 48-ЗКО (в ходе муниципальной реформы 2006 года) муниципальное образование Чермошнянский сельсовет было наделено статусом сельского поселения.
Законом Курской области от 26 апреля 2010 года № 26-ЗКО муниципальное образование Ивановский сельсовет, муниципальное образование Чермошнянский сельсовет и муниципальное образование Максимовский сельсовет были преобразованы путём объединения в муниципальное образование Ивановский сельсовет.

## Населённые пункты
В состав сельсовета входят:
- село Чермошное
- х. Большая Ивица
- х. Верхнекрасная Ивица
- д. 1-я Екатериновка
- х. Зелёный
- д. Кочегуровка
- х. Красное
- х. Малая Ивица
- х. Шлях

В 1943 году находились: сёла 1-е, 2-е, 3-е Чермошное, х. Долгое. х. Горелый, д. Кочегуровка, х. Зелёный, х. Малая Ивница.
В 1964 году входили: х. Большая Ивица, х. Верхнекрасная Ивица, д. 1-я Екатериновка, х. Зелёный, д. Кочегуровка, х. Красное, х. Малая ивица, с. Чермошное, х. Шлях, д. 2-я Екатериновка.

### Упразднённые населённые пункты
22 октября 1965 года село 1-е Чермошное, деревня 2-е Чермошное и деревня 3-е Чермошное объединены в село Чермошное.

## Инфраструктура
Личное подсобное хозяйство с зоной сельскохозяйственного использования, индивидуальная застройка усадебного типа.
Основа экономики — сельское хозяйство.
На территории сельсовета были расположены колхозы: «Свободная жизнь», им. Ворошилова, «Свободный труд», им. Калинина, им. 17-го партсъезда, «ОГПУ», «Верхняя Красная Ивица». На основании решения райисполкома от 13-17 июля 1950 г. на территории сельсовета образованы колхозы: им. Калинина, им. 17-го Партсъезда, «Путь к коммуне», «Вперед». В 1964 году колхозы объединились в колхоз им. Калинина, переименованный в колхоз «Прогресс» в том же году.